# Haruneko fushigi tsukiyo -oshiete Happiness-
Haruneko fushigi tsukiyo -oshiete Happiness- (春猫不思議月夜 -おしえてHappiness-?) è un brano musicale di Megumi Hayashibara, scritto da Matsumiya Kyoko e Kawauchi Junichi, e pubblicato come singolo il 5 agosto 1992 dalla Starchild. Una versione del brano in lingua inglese intitolata In The Fluffy MOON Nite è stato incluso nell'album SHAMROCK. Il singolo raggiunse la quarantanovesima posizione della classifica settimanale Oricon, e rimase in classifica per due settimane.
Haruneko fushigi tsukiyo -oshiete Happiness- è stato utilizzato come sigla di chiusura dell'anime Bannō bunka nekomusume, dove tra l'altro Megumi hayashibara doppiava il personaggio di Nuku Nuku, protagonista della serie. Il brano fu incluso anche nella raccolta legata all'anime Bannou Bunka Nekomusume Sound Phase 0IV. Il lato B del singolo, Touch Me Softly è invece la sigla di chiusura dell'anime.

## Tracce
CD singolo Kida-42
1. Haruneko Fushigi Tsukiyo -Oshiete Happiness- (春猫不思議月夜 -おしえてHappiness-) - 4:44
2. Touch me Softly - 5:24
3. Haruneko Fushigi Tsukiyo -Oshiete Happiness- (Original Karaoke) - 4:44

Durata totale: 14:50

## Classifiche
| Classifica (1992)                        | Posizione più alta |
| ---------------------------------------- | ------------------ |
| Giappone (Classifica settimanale Oricon) | 49                 |